# Ye (álbum)
Ye es el octavo álbum de estudio del rapero estadounidense Kanye West. Fue publicado el 1 de junio de 2018 bajo el sello GOOD Music y distribuido por Def Jam Recordings. Tras la polémica generada por una entrevista con TMZ, West regrabó la totalidad del disco en apenas dos semanas en su rancho West Lake, situado en Jackson Hole, Wyoming. El proyecto incluye colaboraciones vocales de artistas como Ty Dolla Sign, Kid Cudi, 070 Shake, Charlie Wilson, Jeremih y PartyNextDoor.
La producción de Ye estuvo a cargo de West, en colaboración con Mike Dean y otros productores. El álbum forma parte de las Wyoming Sessions, un proyecto que consistió en la creación y lanzamiento semanal de cinco discos producidos por West. La serie comenzó con Daytona de Pusha T, seguido por Ye, continuó con Kids See Ghosts (su colaboración con Cudi), Nasir de Nas y concluyó con K.T.S.E. de Teyana Taylor. El 31 de mayo de 2018, West organizó una escucha oficial del álbum, transmitida en directo desde Jackson Hole.
Durante el verano de 2018 se lanzaron como sencillos «Yikes» y «All Mine», este último acompañado por un video con letra. De forma paralela, se estrenó otro visual para la canción «Violent Crimes», pese a no haber sido promocionada oficialmente como sencillo. Tanto «Yikes» como «All Mine» lograron posicionarse dentro del top 20 de la lista Billboard Hot 100 en Estados Unidos. Ye recibió reseñas mayoritariamente positivas, con frecuentes comparaciones a trabajos anteriores de West, aunque algunos críticos expresaron reservas en torno al contenido lírico. Diversas publicaciones especializadas lo incluyeron entre los mejores lanzamientos del año.
El proyecto se convirtió en el octavo consecutivo de West en debutar en el número uno del Billboard 200, igualando así el récord previamente establecido por Eminem. También lideró las listas de éxitos en Australia, Canadá, Estonia, Irlanda y Nueva Zelanda, y se ubicó entre los cinco primeros en países como República Checa, Dinamarca, Islandia, Países Bajos, Noruega, Suecia y Reino Unido. En términos comerciales, obtuvo certificaciones de platino en Estados Unidos por la Recording Industry Association of America y de oro en Reino Unido por la Industria Fonográfica Británica.

## Antecedentes y grabación
El 24 de febrero de 2016, West anunció a través de Twitter que su octavo álbum de estudio sería publicado durante el verano de ese año bajo el título Turbo Grafx 16, en referencia a la consola de videojuegos homónima. Poco después, Ibn Jasper —colaborador cercano a West— compartió en Instagram una fotografía del artista en el estudio junto a sus colaboradores de larga data como Dean, Plain Pat y Cudi. En marzo, el rapero Quavo publicó otra imagen en su cuenta, en la que se lo veía acompañado de West en un estudio con las palabras «TURBO GRAFX 16» escritas en la pared, rodeados además por figuras como Lil Yachty, Big Sean y Tyler, the Creator. Sin embargo, lanzamiento nunca se concretó. En su lugar, West emprendió la Saint Pablo Tour en agosto de ese año, promocionando su séptimo álbum, The Life of Pablo, publicado en febrero. La gira fue abruptamente cancelada tras 22 presentaciones —de un total de 41 planeadas— luego de un concierto en Sacramento, donde West interrumpió el espectáculo con una extensa diatriba de aproximadamente veinte minutos.
En mayo de 2017, comenzaron a circular reportes que señalaban que West se hallaba trabajando en nuevo material «en la cima de una montaña en Wyoming», en completo aislamiento. Un año después, en marzo de 2018, surgieron informes similares a partir de observaciones de varios artistas, incluido el propio West, quien fue avistado en Jackson Hole. Se especulaba entonces con una fecha de lanzamiento en algún punto entre 2018 y 2019. Durante esa etapa, diversos músicos fueron fotografiados o rumoreados como partícipes del proceso creativo, entre ellos Cudi, Nas, King Louie, Pi'erre Bourne, ASAP Bari, Wheezy, The-Dream, Travis Scott y The World Famous Tony Williams. En abril de 2018, West se reunió con Rick Rubin —productor ejecutivo de sus dos anteriores álbumes, Yeezus y The Life of Pablo— en sus oficinas de Calabasas, tras haber estado grabando en Wyoming. Allí, West adquirió una propiedad llamada Monster Lake Ranch, que rebautizó como West Lake Ranch, destinada a convertirse en su propio estudio musical. Ese mismo mes, ofreció una primera escucha del álbum al locutor de radio Charlamagne tha God.
El 19 de abril, West anunció oficialmente que el álbum vería la luz el 1 de junio de 2018, revelando también que constaría de tan solo siete pistas. Días después, el 28 de abril, publicó en Twitter una conversación por mensajes de texto entre él y el artista Wes Lang. En ella, West le mostraba la portada provisional del disco y le explicaba su concepto, además de pedirle sugerencias para titularlo. Lang le respondió con la frase «LOVE EVERYONE», a lo que West contestó: «I love that». La imagen propuesta como carátula mostraba al cirujano plástico Jan Adams, quien había practicado una liposucción y una mamoplastia a la madre del rapero, Donda West, intervención que provocó complicaciones médicas y, eventualmente, su fallecimiento al día siguiente. En la conversación, West expresaba su «deseo de perdonar y dejar de odiar». No obstante, el 30 de abril, Adams respondió públicamente mediante una carta abierta en la que solicitaba a West que se abstuviera de usar su imagen para promocionar el álbum o cualquier otro trabajo suyo. Pese a ello, manifestó su disposición a mantener un encuentro en persona con el artista. West reaccionó a la misiva con un mensaje conciliador en Twitter: «Esto es increíble. Gracias por esta conexión, hermano. Estoy ansioso por sentarme contigo y empezar el proceso de sanación».
West regresó a Wyoming en mayo de 2018 para trabajar en una serie de álbumes que más tarde serían conocidos colectivamente como las Wyoming Sessions. Además de sus propios discos, West ejerció como productor ejecutivo y colaborador vocal en todos los álbumes derivados de estas sesiones, tras haber anunciado previamente su intención de asumir dicho rol. El primero en ver la luz fue Daytona, el tercer álbum de estudio del rapero Pusha T, publicado el 25 de mayo de 2018. Una semana más tarde, el 1 de junio, West lanzaría Ye como el segundo título del ciclo. Aunque la salud mental ya había sido un tema explorado en su discografía previa —especialmente en The Life of Pablo—, en este él la abordó de forma más explícita y central. El 8 de junio, una semana después su lanzamiento, el dúo de hip hop Kids See Ghosts —formado por West y Cudi— publicó un álbum de estudio homónimo. Este trabajo incluyó la canción «Freeee (Ghost Town, Pt. 2)», concebida como secuela del tema «Ghost Town» de Ye, y con la participación del cantante Ty Dolla Sign. A través de Twitter, West reveló que originalmente la primera parte había sido concebida para aparecer en el álbum colaborativo con Cudi. Posteriormente, el 15 de junio, Nas publicó Nasir, su undécimo disco, que constituyó el cuarto título de las Wyoming Sessions. Finalmente, el 23 de junio, Teyana Taylor lanzó su segundo álbum de estudio, K.T.S.E..
Durante la fiesta de escucha de Ye, West declaró en una entrevista que «rehízo todo el álbum después de TMZ», en referencia a la polémica entrevista concedida en mayo de 2018 al portal de noticias sensacionalistas, durante la cual hizo comentarios controvertidos sobre la esclavitud. Según el propio West, tras aquel incidente todo el disco fue regrabado en el lapso de un mes. Aludiendo al proceso creativo, explicó: «Todo estaba yendo perfecto. En cuanto las cosas dejaron de ir tan perfectamente, pensé: “Sé qué hacer con esta energía. Sé exactamente qué hacer con esto”». El 4 de junio de 2018, su esposa Kim Kardashian corroboró estas declaraciones y reveló que se dedicaron dos semanas a regrabar el proyecto. Sobre su experiencia en el estudio, comentó: «Me fui a casa como por dos días, y cuando volví, era un álbum completamente nuevo. Es fascinante ver el proceso». Al día siguiente, la artista invitada 070 Shake reveló en una entrevista que el álbum estuvo en proceso hasta el día anterior a su publicación. El 8 de noviembre de 2018, Ye fue actualizado en las plataformas de streaming, eliminando la muestra no acreditada de «Fr3sh» de Kareem Lotfy en la canción «I Thought About Killing You». En una entrevista de 2022, el productor Mike Dean reafirmó este relato del proceso creativo: «En Wyoming, para Ye, teníamos 10 canciones, supongo. Y estábamos intentando hacer un disco de siete temas. Un día llegué y Kanye había borrado todo del tablero y dijo: “Vamos a empezar de nuevo”. Eso fue lo que pasó. Y lo hicimos en unas dos semanas. Hicimos siete canciones y salió bastante bien».

## Composición
En su reseña para Rolling Stone, Brendan Klinkenberg describió Ye como un álbum de hip hop, aunque lo consideró lo opuesto a «un disco declaración de principios enfocado como un láser». Lindsay Zoladz, escribiendo para The Ringer, destacó el carácter apresurado del sonido, y lo describió como una obra que «tiene una cualidad improvisada, inacabada, como un trabajo de diez páginas escrito con letra temblorosa durante el trayecto mañanero en un autobús lleno de baches hacia la escuela». En una línea similar, Ross Horton de The Line of Best Fit afirmó que «simplemente suena como si no estuviera terminado», e hizo especial énfasis en el tema «Wouldn't Leave». Por su parte, Douglas Greenwood de NME escribió que «carece de la profundidad de My Beautiful Dark Twisted Fantasy y de la audacia de 808s & Heartbreak o Yeezus», y calificó su sonido como «conciso y fácil de digerir».
Steven Hyden, en Uproxx, comparó la composición de sus temas de con las obras anteriores de West, considerando que ninguno destaca como «una ruptura decisiva con lo que ha hecho antes». Clayton Purdom, de The A.V. Club, sostuvo que el viejo Kanye está presente en el disco, «trayendo muestras de soul exuberantes y conmovedoras». Añadió que «si extrañabas al nuevo Kanye, también hay mucha abstracción abrasiva al estilo de Yeezus», y destacó la inclusión de múltiples facetas dentro del mismo álbum. En The Observer, Kitty Empire consideró que el trabajo «oscila entre estilos modernos, sobrios y minimalistas, y composiciones que remiten a la vena más soul» de los primeros años de la carrera de West. Lucy Jones, en The Daily Telegraph, observó que ciertas piezas remiten a su tercer álbum, Graduation, al identificar los acordes de piano y el uso del sample de Slick Rick en «No Mistakes» como elementos «clásicos del West de antaño», lo mismo que ciertas voces presentes en «Ghost Town».

## Temas y letras
Ye ofrece una «mirada al interior de la psique» del cantante y centra su atención en su carácter. A lo largo del disco, se hacen referencias explícitas a su salud mental. El tema «Ghost Town» se vincula especialmente con esta exploración. Esta línea temática contrasta con la de The Life of Pablo, que indagaba en los rincones más oscuros de la fama y la vida familiar; en comparación, Ye se percibe como una experiencia más «incómoda». El trastorno bipolar de West y sus pensamientos suicidas son mencionados abiertamente. Según Elijah Matos, de la revista Rapzilla, el álbum se encuentra entre los pocos ejemplos del hip hop popular que abordan la salud mental en términos similares a las nuevas olas de artistas cristianos contemporáneos. Asimismo, Ye incluye fragmentos en los que West reflexiona sobre su relación con las mujeres y su visión de género.
El primer tema del álbum, «I Thought About Killing You», incluye reflexiones sobre pensamientos de suicidio y homicidio. La pieza comienza como una narración hablada sobre una base vocal mínima, y luego se transforma en una sección de rap tras un cambio de ritmo. «Yikes» presenta referencias al uso de drogas psicodélicas y a la salud mental. En «All Mine», West aborda temas de deseo y relaciones múltiples. «Wouldn’t Leave» menciona sus declaraciones controvertidas sobre la esclavitud y su vínculo con Kardashian. En «No Mistakes», aparecen afirmaciones que reflejan una postura defensiva y de autoafirmación desde una perspectiva personal. «Ghost Town» retoma la temática del estado emocional de West y su percepción de inestabilidad mental. Por último, «Violent Crimes» refleja preocupaciones relacionadas con la crianza de su hija.

## Publicación y promoción
El 27 de abril de 2018, tras haber viajado a Wyoming y anunciar detalles sobre su siguiente proyecto, Kanye West anunció el lanzamiento de la canción «Lift Yourself». Ese mismo día, el tema fue publicado en su sitio web oficial y llamó la atención por incluir versos con palabras sin sentido. Dos horas después, West estrenó una segunda canción titulada «Ye vs. the People», con la participación del rapero T.I. Durante una entrevista en el programa de radio The Breakfast Club en mayo de 2018, Pusha T afirmó que existe una versión de «Lift Yourself» con letras completas, y sugirió que podría ser incluida en el nuevo álbum. No obstante, Ye fue lanzado sin dicha canción. Otro tema titulado «Extacy» figuraba originalmente como la segunda pista del álbum, aunque fue reemplazado por «Yikes» en la versión final. La canción fue posteriormente publicada bajo el título de «XTCY» el 11 de agosto de 2018.
La noche del 31 de mayo de 2018, se celebró una fiesta de escucha del álbum en Jackson Hole, Wyoming, con una duración de dos horas. West transmitió el evento en vivo mediante la aplicación WAV. A la celebración asistieron invitados y colaboradores como Ty Dolla Sign, Kid Cudi, Nas, Pusha T, Desiigner, 2 Chainz, Big Sean y Cyhi the Prynce, entre otros. Personal del sello Def Jam Recordings coordinó el desplazamiento de personas desde diferentes regiones del mundo para asistir al evento; inicialmente se planeó trasladar a unas 300 personas, aunque esa cifra se redujo a la mitad. Poco antes de iniciar la escucha, el comediante estadounidense Chris Rock anunció oficialmente el título del álbum como Ye.

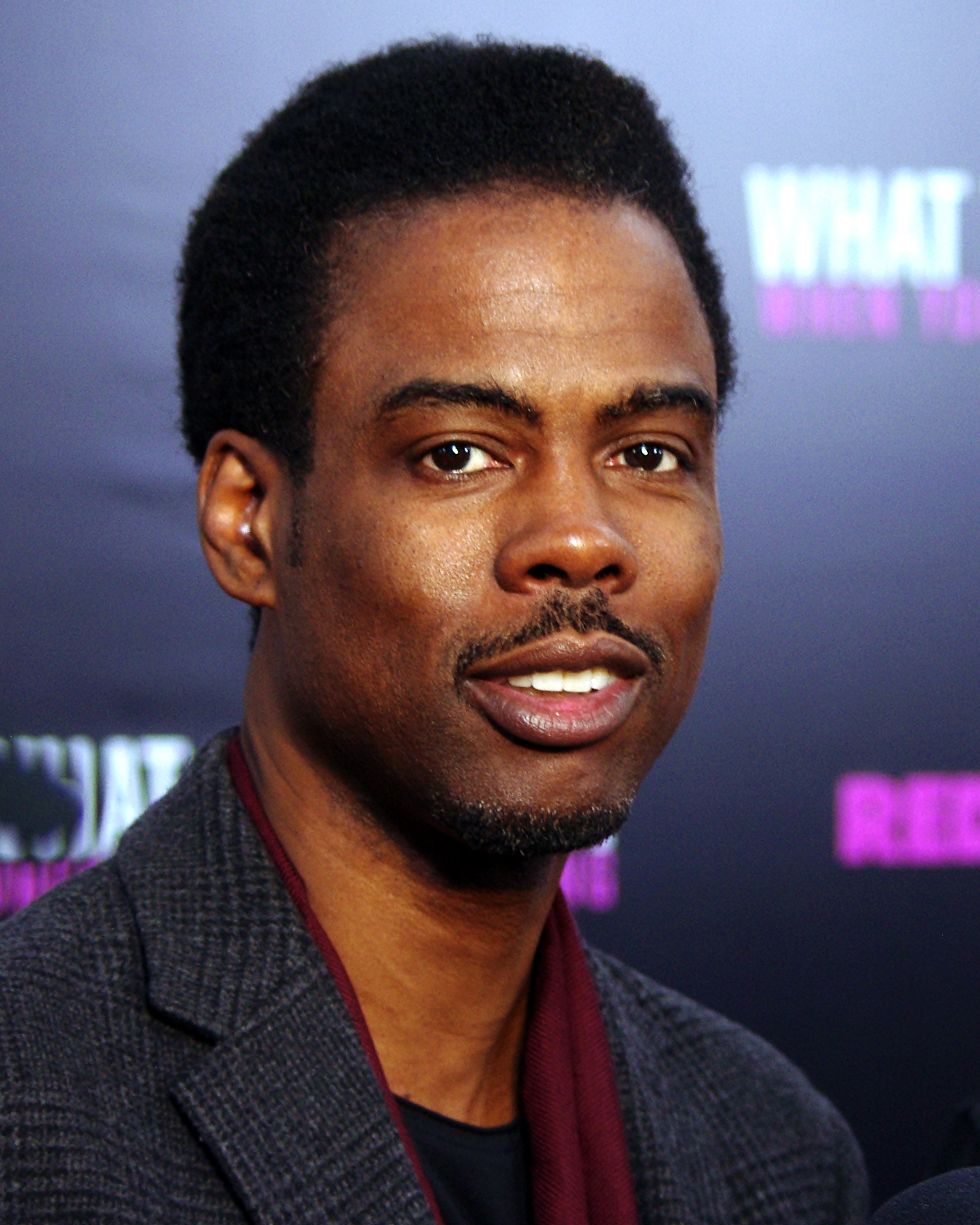
Chris Rock fue el encargado de anunciar el título Ye durante la fiesta de escucha, además de narrar el video oficial del evento alojado en el sitio web de West.

### Videos promocionales
Para el 6 de junio de 2018, el sitio web oficial de West fue actualizado con imágenes de la fiesta de escucha del disco. Se incorporó un video promocional del evento que incluía segmentos de las canciones «I Thought About Killing You» y «Ghost Town», acompañado de una narración a cargo Rock. Aunque no se publicaron videoclips oficiales para Ye, el 19 de junio se lanzaron videos líricos para las canciones «All Mine» y «Violent Crimes». Ambas piezas fueron promovidas como sencillos mediante estos lanzamientos, a pesar de no haber sido distribuidas formalmente como tales en ese momento. Los videos muestran las letras proyectadas sobre el mismo paisaje montañoso de Wyoming que aparece en la portada del disco, utilizando además la misma tipografía empleada en la carátula.

### Sencillos
Inicialmente, Ye se publicó el 1 de junio de 2018 sin sencillos promocionales. Sin embargo, el 8 de junio, los sellos de West enviaron la canción «Yikes» a emisoras de radio del Reino Unido como primer sencillo oficial. Tres días más tarde, se confirmó que el propio artista debía elegir un corte para su promoción en Estados Unidos, decantándose también por «Yikes». La canción fue distribuida a la radio estadounidense el 11 de junio de 2018 como tema principal del disco. A pesar de no haber sido lanzada formalmente como sencillo en un inicio, «Yikes» ya había alcanzado el octavo puesto en el Billboard Hot 100, convirtiéndose en el primer tema en solitario de West en entrar al top 10 desde «Heartless» en 2008, y en su decimosexto sencillo en lograrlo. Tras su promoción radial, debutó en la décima posición del UK Singles Chart, marcando el decimonoveno top 10 del rapero en ese país. El 14 de agosto de 2019, la Recording Industry Association of America (RIAA) certificó «Yikes» como disco de platino por superar el millón de unidades vendidas o su equivalente en reproducciones en Estados Unidos. Más adelante, la Industria Fonográfica Británica (BPI) le otorgó la certificación de plata.
Posteriormente, West seleccionó la canción «All Mine» como segundo sencillo, y la lanzó el 20 de julio de 2018. El tema cuenta con la participación vocal de Ty Dolla Sign y Ant Clemons. La decisión respondió a una estrategia por parte de los sellos discográficos de West, que buscaban evitar una pérdida de impulso comercial tras el desempeño limitado de «Yikes» en las listas. Cabe destacar que el video con la letra de la canción ya había sido publicado más de un mes antes como parte de la promoción del álbum. El 24 de julio de 2018, el tema fue enviado a las emisoras de radio en Estados Unidos como el segundo sencillo. Antes de su lanzamiento oficial como sencillo, debutó en el puesto número 11 del Billboard Hot 100 de Estados Unidos, y alcanzó la misma posición en el UK Singles Chart durante la misma semana. El 28 de junio de 2021, la RIAA le otorgó una certificación doble platino por superar los dos millones de unidades vendidas o su equivalente en los Estados Unidos. Por su parte, el 6 de marzo de 2020, fue certificada como oro por la BPI. Ambos sencillos representaron las primeras entradas del artista en el top 10 de la lista Hot R&B/Hip-Hop Songs de Estados Unidos desde que «All Day» alcanzó el sexto puesto en 2015. «Yikes» y «All Mine» se convirtieron en el 25.º y 26.º tema de West, respectivamente, en alcanzar el top 10 de dicha lista, debutando en los puestos siete y nueve. Aunque «Yikes» obtuvo una posición más alta en las listas generales, «All Mine» tuvo mayor permanencia en el Billboard Hot 100, con una estadía de nueve semanas frente a las cinco semanas de «Yikes».

## Portada y título

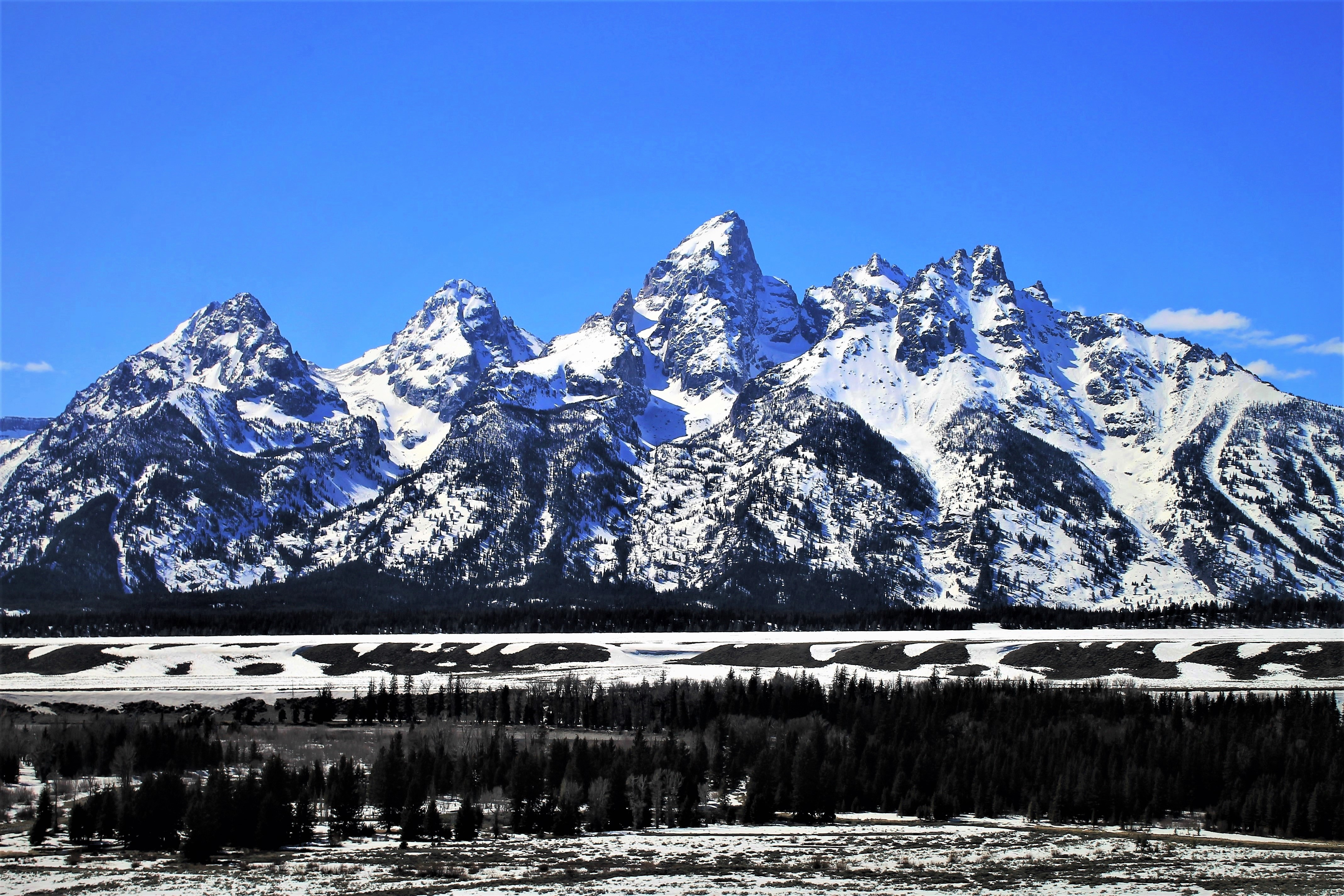
Vista de la cordillera Teton desde el valle de Jackson Hole, semejante al paisaje que aparece en la portada del álbum.

La portada de Ye fue tomada por el propio West con su iPhone el 31 de mayo de 2018, mientras se dirigía junto a Kardashian al evento de escucha en Jackson Hole, pocas horas antes del lanzamiento del proyecto. La imagen muestra una vista de la cordillera Teton, ubicada en Wyoming, donde se llevó a cabo la grabación y producción del disco. Sobre la fotografía, se superpone un texto escrito a mano en verde neón que dice: “I hate being / Bi-Polar / its awesome” —«Odio ser bipolar / es increíble»—. Esta frase, en tono irónico, alude al trastorno diagnosticado al artista, y su inclusión fue interpretada como una confirmación pública de dicha condición. Durante el evento de escucha, en una entrevista con el rapero y locutor Big Boy, West explicó el significado del título “Ye”, diminutivo que ha empleado con frecuencia a lo largo de su carrera musical. Afirmó que es la palabra más usada en la Biblia y que su significado es «tú»; por tanto, consideró el título como una forma de reflejarse en los demás: «Soy tú, somos nosotros. Pasó de ser Kanye, que significa “el único”, a simplemente Ye: un reflejo de lo bueno, lo malo, lo confuso, todo». Días después, en junio de ese año, escribió en Twitter que sin su ego, él es «solo Ye», lo cual ha sido interpretado como una posible clave adicional para entender el significado del título.
En octubre de 2022, la cadena CNN reportó, citando fuentes anónimas cercanas, que el artista habría propuesto inicialmente titular el álbum “Hitler”, en referencia al dictador nazi. Según dichas fuentes, mostraba una fascinación con la figura de Adolf Hitler y su ascenso al poder, hablaba abiertamente sobre lo que consideraba «logros» del régimen nazi para el pueblo alemán, leía públicamente el libro Mi lucha y elogiaba el uso de la propaganda por parte del Tercer Reich. Años después del lanzamiento del disco, West sería objeto de una condena internacional tras hacer declaraciones públicas de carácter antisemita y a favor de Hitler.

## Recepción crítica
Ye fue recibido con reseñas mayoritariamente favorables por parte de la crítica especializada. En Metacritic, sitio que asigna una puntuación normalizada sobre 100 a partir de críticas profesionales, obtuvo una calificación promedio de 64 basada en 34 reseñas. Por su parte, el agregador AnyDecentMusic? le otorgó una puntuación de 6.1 sobre 10, reflejo del consenso crítico general.
Alexis Petridis, de The Guardian, sostuvo que el disco no se percibe como menor en contenido, aunque sí lo consideró agotador. Según escribió: «Es sustancialmente más enfocado que su predecesor y condensa mucho en apenas 23 minutos. Es audaz, arriesgado, frustrante, fascinante y un poco extenuante: un vívido reflejo de su autor». Jones consideró que Ye es «un álbum sobre el estado mental de Kanye, su familia y una narración de lo que ha sido su “maldito año tambaleante”. Los beats son geniales. En cuanto a las letras, están bien. Independientemente de lo que se piense de su política, su forma de componer, de buscar samples y de construir bases sigue siendo dinámica, sorprendente y con agallas». Purdom afirmó que él «todavía puede crear estallidos sonoros atronadores a la altura de cualquiera en el planeta, y los mejores momentos del disco son un recordatorio de ello. Es un álbum prismático, que refleja toda la obra de su creador... y también lo que uno piense de él al comenzar». En una reseña para Time, Maura Johnston lo comparó con proyectos anteriores del artista, como The Life of Pablo, indicando que «lo que han tenido en común ha sido el contraste: luz y oscuridad, lo feo y lo bello, la vanidad y la autocompasión». Añadió que no se desvía demasiado de sus conceptos líricos: «combina lo trivial con lo existencial, como en la sombría y fiestera “Yikes”, donde declara que su trastorno bipolar es su “superpoder” y compara la tensión entre Estados Unidos y Corea del Norte con su antiguo conflicto con Wiz Khalifa». Por su parte, Kyle Mullin, de Exclaim!, consideró que si él hubiera profundizado más en su tormento emocional y psicológico en las letras, «en lugar de perderse en provocaciones de efecto inmediato», este trabajo «habría sido un clásico».
Eric Brown, de Billboard, fue menos entusiasta y escribió: «Es difícil ignorar el estancamiento musical de Ye; conocido por su constante avance, en este disco West permanece atrapado en el pasado». También comentó que «es una oportunidad perdida, en el sentido de que no está a la altura de sus trabajos anteriores ni logra cambiar la conversación que hay a su alrededor». En AllMusic, Neil Z. Yeung expresó sentimientos mixtos, escribiendo que el álbum «puede sentirse irregular, a veces aburrido y más indulgente de lo habitual, pero es una mirada fascinante a la psique de West». De forma similar, Wren Graves, de Consequence, opinó que «en el álbum, está consolidando habilidades antiguas, no probando cosas nuevas», y añadió que «la falta de factor sorpresa, combinada con la corta duración, hace que se sienta algo insustancial». Rob Sheffield, de Rolling Stone, describió el disco como «enormemente irregular», aunque con «destellos esporádicos de brillantez que dejan con hambre de mucho, mucho más». Zachary Hoskins, de Slant Magazine, opinó que el disco «simplemente parece inacabado, como si West hubiese querido evitar otro desastre como el de The Life of Pablo, que también se lanzó sin terminar», y lo describió como «una recopilación de los momentos más flojos» de este. Horton escribió una reseña negativa, afirmando: «No hay hilo conductor. No hay concepto. No hay coherencia. Desde luego, no hay control de calidad». Robert Christgau le otorgó una mención honorífica de una estrella en su columna de reseñas breves para Vice, y lo llamó «un intento a medio hacer de volver a darle relevancia a la arrogancia».

### Reconocimientos
Ye figuró en las listas de los mejores álbumes de 2018 elaboradas por múltiples publicaciones. En la encuesta Pitchfork Readers' Poll: Top 50 Albums of 2018, fue votado en el puesto número 37. En las encuestas del mismo sitio sobre el disco más infravalorado y el más sobrevalorado del año, apareció en ambas en la cuarta posición, respectivamente. Fue clasificado también en el cuarto lugar de la lista de los mejores de ese año de GQ Rusia. The Edge y Jon Caramanica, de The New York Times, lo incluyeron en el séptimo puesto de sus listas personales. NME lo posicionó como el 34.º mejor álbum de 2018, con su equipo editorial comentando que «hay mucho en este disco experimental y extraño que sugiere que Kanye todavía lo tiene». Rolling Stone lo situó como el 30.º mejor álbum de hip hop del año, aunque su equipo lo consideró el peor de su discografía. Aun así, escribieron que «West, incluso en su peor momento, sigue haciendo música más fascinante que casi cualquiera», y añadieron que se trata de «una obra densa y, por momentos, brillante». Sin embargo, en febrero de 2023, Rolling Stone lo posicionó en el primer lugar de su lista de los 50 álbumes «genuinamente horribles hechos por artistas brillantes», escribiendo que este «álbum caótico y a medio cocinar» «marca el comienzo del colapso artístico y personal más desastroso en la historia de la música popular». En agosto de 2022, Complex también lo clasificó como el peor álbum de toda la discografía de West hasta ese momento.
El 25 de abril de 2018, West tuiteó: “I'm turn the Grammys into the Yammys” («Voy a convertir los Grammys en Yammys»), anticipando un eventual dominio en la edición 2019 de los premios. Su labor en Ye y otros proyectos le valió una nominación en la categoría de productor del año, no clásico. Sin embargo, este fue el primer disco de su carrera que no obtuvo una candidatura a Mejor Álbum de Rap, hecho que algunas publicaciones interpretaron como un desaire. En un artículo para Consequence, Lake Schatz se mostró sorprendido por la omisión, aunque reconoció que Ye «difícilmente sea lo mejor de su catálogo», y se preguntó si «la ausencia de siquiera una nominación tiene que ver, en parte, con la naturaleza especialmente divisiva del MC en 2018». Por otro lado, en los Premios Fonogram de Hungría de 2019, el álbum fue nominado a Mejor Álbum de Rap o Hip Hop Extranjero del Año.

## Desempeño comercial
Ye debutó en el número uno del Billboard 200 de Estados Unidos con 208 000 unidades equivalentes a álbum, de las cuales 85 000 fueron ventas puras, lo que lo convirtió en el quinto debut semanal más alto de 2018. Se convirtió en el octavo número uno consecutivo de West en dicha lista, lo que lo igualó con la racha de Eminem entre 2000 y 2018, así como con la de la banda The Beatles entre 1965 y 1968, siendo tres los únicos actos en acumular ocho álbumes consecutivos en el primer lugar. West también se convirtió en el único artista, junto a Eminem, en lograr ocho debuts consecutivos en el número uno, ya que ninguno de los álbumes de la racha de los Beatles debutó directamente en la cima del Billboard 200. Las ventas superaron las proyecciones iniciales, que estimaban entre 175 000 y 190 000 unidades equivalentes, con hasta 80 000 ventas puras. También registró el segundo mayor promedio de reproducciones por pista hasta entonces, con 25,7 millones de reproducciones de audio bajo demanda. En su semana de debut, alcanzó la séptima cifra más alta en streaming para ese momento, con 120 000 unidades equivalentes, superando los 180 millones de reproducciones en total.
El álbum descendió cuatro posiciones hasta el número cinco del Billboard 200 en su segunda semana, y sus ventas cayeron un 65 %, con un total de 74 000 unidades equivalentes a álbum. Esta fue la segunda mayor caída en ventas durante la segunda semana para un disco en ese año, solo por detrás de la disminución del 73 % que sufrió KOD, el quinto álbum de estudio del músico estadounidense J. Cole; sin embargo, las ventas de la segunda semana de KOD fueron más altas que las de Ye, con 105 000 unidades vendidas. El álbum también debutó en la cima de la lista Top R&B/Hip-Hop Albums de Estados Unidos, otorgándole a West su octavo número uno consecutivo en dicha lista. En 2018, se ubicó como el quincuagésimo álbum más popular del año en el Billboard 200 y el trigésimo en la lista Top R&B/Hip-Hop Albums. El 30 de septiembre de 2021, fue certificado platino por la RIAA, al superar el millón de unidades certificadas en Estados Unidos.
Ye debutó en la cima de la lista de álbumes de los ARIA Charts, otorgándole a West su segundo número uno en Australia y reemplazando en el primer puesto al segundo álbum de estudio del rapero Post Malone, Beerbongs & Bentleys. Con ello, se convirtió en el tercer gran acto de hip hop en alcanzar el top 10 de la lista australiana en 2018, junto a J. Cole con KOD y ASAP Rocky con su tercer disco, Testing. El uso del valor de álbum equivalente en streaming dentro del sistema de cálculo de la ARIA también favoreció que alcanzara el primer puesto, ya que este método contabiliza los streams de todas las pistas en discos con diez canciones o menos, a diferencia del método aplicado a álbumes más largos, en los que solo se cuentan las dos canciones más reproducidas.